# Mio P550
Mio P550 jest palmtopem produkowanym przez Mio Technology z serii Digiwalker. Do jego obsługi używany jest system Microsoft Windows Mobile 5.0.